# 额济纳河
额济纳河（「額濟納」為“亦集乃”的音轉，來自西夏语「𗋽𗰞」，意為「黑水」）是中华人民共和国第二大内陆河，干流全长821公里。流经青海省、甘肃省和内蒙古自治区。上游叫黑河（古作羌谷水）发源于祁连山脉，八一冰川亦为黑河源之一，从走廊南山南坡向东南流经祁连县与八宝河（古作鄂博河，蒙古语“先祖之地”）汇合，向西北穿祁连山，黑河流淌在甘肃张掖地区；流到酒泉地区就改名叫弱水了；进入阿拉善盟，便叫额济纳河。
黑河从莺落峡出山入张掖绿洲，再流经正义峡入内蒙古额济纳旗绿洲，最后注入苏古淖尔和嘎顺淖尔。额济纳河便以莺落峡、正义峡将全流域划分为上中下游。
黑河流域水资源总量为37-40 ×108m3。
1960年以后，由于中游地区耗水量过大，致使下游水量严重不足，生态恶化。1990年代，在中游建成曹滩庄分水枢纽工程，将额济纳河水从东西两大灌渠引入张掖南部洪积台地，用于灌溉农田，导致下游水量锐减，所有湖泊干涸，泉水消失，地下水下降，草场退化、沙漠化速度加快，沙尘暴频发。2000年伊始，600多年未进水的黑河古河道再度来水，经数百公里流淌注入居延泽。至2020年，居延海水面已经扩展到66.3平方公里，为百年来最大。